# アンドレイ・デプタト
アンドレイ・ドミトリエヴィチ・デプタト（ロシア語: Андрей Дмитриевич Депутат, ラテン文字転写: Andrei Dmitrievich Deputat, 1992年12月20日 - ）は、ウクライナ出身、ロシアの元男子フィギュアスケート選手（ペア）。パートナーはベラ・バザロワ、ワシリーサ・ダワンコワなど。妻はフィギュアスケート選手のエカテリーナ・ボブロワ。

## 人物
2016年7月16日、ソチオリンピック団体金メダリストのエカテリーナ・ボブロワと結婚した。
2019年4月に第1子となる男児が誕生した。

## 経歴
2歳8ヶ月でスケートを始める。15歳の時にシングルからペアに転向した。
2011年5月にロシアのワシリーサ・ダワンコワとペアを結成する。ロシア選手権のFSでは優勝したベラ・バザロワ/ユーリ・ラリオノフよりも高い技術点を出し、5位という成績を残した。ロシアジュニア選手権では優勝を果たし、国際大会デビューの世界ジュニア選手権では銅メダルを獲得した。
2012-2013シーズン、ジュニアグランプリファイナルで銀メダルを獲得。ロシアジュニア選手権はダワンコワの練習中の脚の怪我で欠場し、世界ジュニア選手権への出場はならなかった。
2013-2014シーズン、2年連続でジュニアグランプリファイナルに出場。世界ジュニア選手権はFSでのジャンプの失敗が響き2年ぶりのメダル獲得には届かなかった。4月9日にはベラ・バザロワとのペア結成が発表された。ダワンコワとの解散理由として「身長が伸びてエレメンツを行うのが難しくなった。」と語っている。また、コーチをオレグ・ワシリエフに変更した。
2016年11月17日、バザロワとのペア解消が発表された。
その後、アレクサンドラ・プロクロワとトライアウトをするもペア結成には至らず、2017年8月24日に引退を発表した。引退後はジャッジとして活動する。

## 主な戦績
- 2013-2014シーズンまではワシリーサ・ダワンコワとのペア
- 2014-2015シーズンからはベラ・バザロワとのペア

| 大会/年             | 2011-12 | 2012-13 | 2013-14 | 2014-15 | 2015-16 |
| ------------------- | ------- | ------- | ------- | ------- | ------- |
| ロシア選手権        | 5       | 7       | 5       | 5       | 6       |
| GP NHK杯            |         |         |         | 4       | 4       |
| GPスケートカナダ    |         |         |         |         | 5       |
| GP中国杯            |         |         |         | 4       |         |
| CSロンバルディア杯  |         |         |         | 3       |         |
| チロル杯            |         |         |         |         | 1       |
| ユニバーシアード    |         |         |         | 4       |         |
| ニース杯            |         | 4       |         | 2       |         |
| 世界Jr.選手権       | 3       |         | 4       |         |         |
| ロシアJr.選手権     | 1       |         | 3       |         |         |
| JPGファイナル       |         | 2       | 5       |         |         |
| JGPタリン杯         |         |         | 2       |         |         |
| JGPミンスク         |         |         | 3       |         |         |
| JGPクロアチア杯     |         | 3       |         |         |         |
| JGPレークプラシッド |         | 2       |         |         |         |

### 詳細
| 2015-2016 シーズン       |                                                      |         |          |          |
| 開催日                   | 大会名                                               | SP      | FS       | 結果     |
| 2016年3月9日 - 13日      | 2016年チロル杯（インスブルック）                     | 1 64.91 | 1 126.34 | 1 191.25 |
| 2015年12月23日 - 27日    | ロシアフィギュアスケート選手権（エカテリンブルク）   | 6 67.30 | 6 126.54 | 6 193.84 |
| 2015年11月27日 - 29日    | ISUグランプリシリーズ NHK杯（長野）                  | 4 64.06 | 5 117.64 | 4 181.70 |
| 2015年10月30日 - 11月1日 | ISUグランプリシリーズ スケートカナダ（レスブリッジ） | 5 57.02 | 6 99.13  | 5 156.15 |

| 2014-2015 シーズン    |                                                                                  |         |          |          |
| 開催日                | 大会名                                                                           | SP      | FS       | 結果     |
| 2015年2月4日 - 14日   | ユニバーシアード冬季競技大会（グラナダ）                                         | 3 59.07 | 4 104.79 | 4 163.86 |
| 2014年12月24日 - 28日 | ロシアフィギュアスケート選手権（ソチ）                                           | 4 60.98 | 6 111.75 | 5 172.73 |
| 2014年11月28日 - 30日 | ISUグランプリシリーズ NHK杯（門真）                                              | 4 59.62 | 4 106.08 | 4 165.70 |
| 2014年11月7日 - 9日   | ISUグランプリシリーズ 中国杯（上海）                                             | 4 56.85 | 4 109.59 | 4 166.44 |
| 2014年10月15日 - 19日 | 2014年ニース杯（ニース）                                                         | 3 47.46 | 1 104.64 | 2 152.10 |
| 2014年9月18日 - 21日  | ISUチャレンジャーシリーズ ロンバルディアトロフィー（セスト・サン・ジョヴァンニ） | 1 50.32 | 3 80.08  | 3 130.40 |

| 2013-2014 シーズン    |                                                        |         |          |          |
| 開催日                | 大会名                                                 | SP      | FS       | 結果     |
| 2014年3月10日 - 16日  | 2014年世界ジュニアフィギュアスケート選手権（ソフィア） | 3 58.35 | 5 92.32  | 4 150.67 |
| 2014年1月22日 - 25日  | ロシアジュニアフィギュアスケート選手権（サランスク）   | 2 63.24 | 3 114.30 | 3 177.54 |
| 2013年12月22日 - 27日 | ロシアフィギュアスケート選手権（ソチ）                 | 6 62.06 | 6 111.03 | 5 173.09 |
| 2013年12月5日 - 8日   | 2013/2014 ISUジュニアグランプリファイナル（福岡）      | 5 54.82 | 5 54.82  | 5 151.02 |
| 2013年10月9日 - 13日  | ISUジュニアグランプリ タリン杯（タリン）               | 2 61.48 | 2 99.55  | 2 161.03 |
| 2013年9月25日 - 29日  | ISUジュニアグランプリ ミンスク（ミンスク）             | 2 51.40 | 4 79.06  | 3 130.46 |

| 2012-2013 シーズン     |                                                            |         |          |          |
| 開催日                 | 大会名                                                     | SP      | FS       | 結果     |
| 2012年12月24日 - 28日  | ロシアフィギュアスケート選手権（ソチ）                     | 4 58.30 | 9 103.46 | 7 161.76 |
| 2012年12月6日 - 9日    | 2012/2013 ISUジュニアグランプリファイナル（ソチ）          | 3 51.34 | 2 104.62 | 2 155.96 |
| 2012年10月24日 - 28日  | 2012年ニース杯（ニース）                                   | 2 50.38 | 4 75.16  | 4 125.54 |
| 2012年10月3日 - 7日    | ISUジュニアグランプリ クロアチア杯（ザグレブ）             | 2 50.42 | 3 93.20  | 3 143.62 |
| 2012年8月29日 - 9月2日 | ISUジュニアグランプリ レークプラシッド（レークプラシッド） | 1 48.97 | 3 84.14  | 2 133.11 |

| 2011-2012 シーズン     |                                                        |         |          |          |
| 開催日                 | 大会名                                                 | SP      | FS       | 結果     |
| 2012年2月27日 - 3月4日 | 2012年世界ジュニアフィギュアスケート選手権（ミンスク） | 5 50.50 | 3 103.16 | 3 153.66 |
| 2012年2月5日 - 7日     | ロシアジュニアフィギュアスケート選手権（ヒムキ）       | 1 55.06 | 1 114.77 | 1 169.83 |
| 2011年12月24日 - 28日  | ロシアフィギュアスケート選手権（サランスク）           | 7 53.32 | 5 115.47 | 5 168.79 |

## プログラム使用曲
| シーズン  | SP                                                                           | FS                                                                                             | EX                                                                         |
| --------- | ---------------------------------------------------------------------------- | ---------------------------------------------------------------------------------------------- | -------------------------------------------------------------------------- |
| 2016-2017 | Maybe I Maybe You 曲：スコーピオンズ                                         | ロミオとジュリエット                                                                           |                                                                            |
| 2015-2016 | 夜想曲第2番 作曲：フレデリック・ショパン                                     | オー!ダーリン カム・トゥゲザー ビコーズ バースデイ 曲：ビートルズ                              |                                                                            |
| 2014-2015 | マイ・ウェイ 作曲：クロード・フランソワ 振付：マキシム・マリニン             | アディオス・ノニーノ 作曲：アストル・ピアソラ 振付：エレーナ・マスレニコフ、イリヤ・アベルブフ | アルビノーニのアダージョ 作曲：レモ・ジャゾット ボーカル：ララ・ファビアン |
| 2013-2014 | 映画『ゴッドファーザー』より 作曲：ニーノ・ロータ 演奏：エドウィン・マートン | ミュージカル『ノートルダム・ド・パリ』より 作曲：リシャール・コクシアント                      | Don't You Remember 曲：アデル                                              |
| 2012-2013 | 映画『ゴッドファーザー』より 作曲：ニーノ・ロータ 演奏：エドウィン・マートン | 映画『レジェンド・オブ・メキシコ/デスペラード』サウンドトラックより 作曲：ロバート・ロドリゲス | Something's Got a Hold On Me ボーカル：クリスティーナ・アギレラ            |
| 2011-2012 | フラメンコ by Didulia                                                        | 映画『ロミオとジュリエット』より 作曲：ニーノ・ロータ アレンジ・演奏：エドウィン・マートン     | Ai se eu te pego! ボーカル：ミシェウ・テロ                                 |